# شاي هتان
شاي هتان هو كاتب سيناريو ومنتج امريكي ولد في 18 مارس 1994.

## حياته الشخصية
ولد شاي في أوكلاند، كاليفورنيا. تخرج من مدرسة موسكو الثانوية في عام 2012 ومن كلية السينما والتلفزيون جامعة لويولا ماريمونت في عام 2016.